# Anders Worm
Anders Worm, född 1973, animationsregissör född och uppväxt i Danmark, bosatt i Stockholm. Utbildad på Den Danske Filmskole 1996-2000. Examensfilmen Fat moon Rising nominerades 2001 till filmfestivalen i Cannes i kategorin Cinéfondation. Verksam i Stockholm sedan 2002. I juni 2023 lanserades serieboken ”Cassiopeias nya stjärna” som berättar historien om astronomen Tycho Brahe.

## Filmografi (filmer som haft svensk premiär)[1]

### propsdesign
- 2008 - Mamma Mu och Kråkan

### Animation
- 2006 - Var ligger Tomteland?
- 2013 - Emil & Ida i Lönneberga
- 2015 - Højt skum - en film om Storm P.
- 2017 - Gordon och Paddy

### Animationsfoto
- 1994 - Den vidunderliga världshistorien